# Blang Raleu
Blang Raleu is een bestuurslaag in het regentschap Aceh Utara van de provincie Atjeh, Indonesië. Blang Raleu telt 472 inwoners (volkstelling 2010).